# روبرتو دی ماتئو
روبرتو دی ماتئو (به ایتالیایی: Roberto Di Matteo) (زاده ۲۹ مه ۱۹۷۰ - شفوزان سوئیس) بازیکن سابق و مربی کنونی فوتبال اهل ایتالیا است.

او سابقه بازی در تیم های چلسی و لاتزیو را در کارنامه دارد.همچنین دی ماتئو ۳۴ بازی و ۲ گل ملی در کارنامه دارد و در جام جهانی فوتبال ۱۹۹۸ حضور داشته‌است.
وی در فوریه ۲۰۰۲ در سن ۳۱ سالگی به دلیل مصدومیت از فوتبال خداحافظی و بازنشسته شد.

## مربی‌گری
دی متئو در فوریه ۲۰۱۱ پس از کسب ۱۳ شکست از ۱۸ بازی در کلیه جام‌ها، از سمت سرمربی گری وست برومویچ کنار گذاشته شد.

### چلسی
وی در ۲۹ ژوئن ۲۰۱۱ به عنوان دستیار آندره ویلاس-بوآس در چلسی انتخاب شد. در ۴ مارس ۲۰۱۲ پس از برکناری ویلاس-بوآس از سرمربی‌گری تیم چلسی وی به صورت موقت هدایت این تیم را به عهده گرفت؛ و چلسی را قهرمان اروپا کرد.
در روز ۲۱ نوامبر ۲۰۱۲ باشگاه چلسی پس از باخت سه بر صفر مقابل تیم یوونتوس در لیگ قهرمانان اروپا با قرار دادن بیانیه در سایت خود خبر اخراج دی ماتئو را از چلسی اعلام کرد.

## آمارها

### بین‌المللی[۱۲]
| تیم ملی ایتالیا | تیم ملی ایتالیا | تیم ملی ایتالیا |
| سال             | بازی            | گل              |
| --------------- | --------------- | --------------- |
| ۱۹۹۴            | ۲               | ۰               |
| ۱۹۹۵            | ۸               | ۰               |
| ۱۹۹۶            | ۸               | ۰               |
| ۱۹۹۷            | ۱۱              | ۱               |
| ۱۹۹۸            | ۵               | ۱               |
| مجموع           | ۳۴              | ۲               |

### گل‌های ملی[۱۳]
| #  | تاریخ          | ورزشگاه                         | حریف    | گل  | نتیجه | رقابت                         |
| -- | -------------- | ------------------------------- | ------- | --- | ----- | ----------------------------- |
| ۱. | ۳۰ آوریل ۱۹۹۷  | ورزشگاه سن پائولو، ناپل         | لهستان  | ۱–۰ | ۳–۰   | مقدماتی جام جهانی فوتبال ۱۹۹۸ |
| ۲. | ۲۸ ژانویه ۱۹۹۸ | ورزشگاه آنجلو ماسیمینو، کاتانیا | اسلواکی | ۳–۰ | ۳–۰   | دوستانه                       |

### آمار مربی‌گری
تا ۲۱ نوامبر ۲۰۱۲
| میلتون کینس        | ۲ ژوئیه ۲۰۰۸ | ۳۰ ژوئن ۲۰۰۹   | ۵۲  | ۲۷ | ۱۱ | ۱۴ | ۰۵۲ |
| وست برومویچ آلبیون | ۳۰ ژوئن ۲۰۰۹ | ۶ فوریه ۲۰۱۱   | ۸۳  | ۴۰ | ۱۹ | ۲۴ | ۰۴۸ |
| چلسی               | ۴ مارس ۲۰۱۲  | ۲۱ نوامبر ۲۰۱۲ | ۴۲  | ۲۴ | ۹  | ۹  | ۰۵۷ |
| مجموع              | مجموع        | مجموع          | ۱۷۷ | ۹۱ | ۳۹ | ۴۷ | ۰۵۱ |

## افتخارات

### بازیکن
آرائو
- سوپر لیگ فوتبال سوئیس (۱): ۹۳–۱۹۹۲

چلسی
- جام حذفی فوتبال انگلستان (۲): ۱۹۹۷، ۲۰۰۰
- جام اتحادیه فوتبال انگلستان (۱): ۱۹۹۸
- جام خیریه انگلستان (۱): ۲۰۰۰
- جام در جام اروپا (۱): ۱۹۹۸
- سوپر جام اروپا (۱): ۱۹۹۸

### مربی
وست برومویچ
- چمپیونشیپ صعود ۱۰–۲۰۰۹

چلسی
- جام حذفی فوتبال انگلستان (۱): ۲۰۱۲
- لیگ قهرمانان اروپا (۱): ۲۰۱۲

### شخصی
- مربی ماه لیگ برتر فوتبال انگلستان (۱): سپتامبر ۲۰۱۰